# 姜在涉

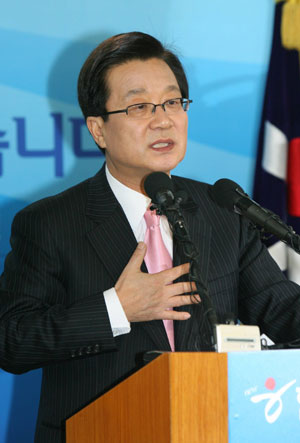
姜在涉

姜在涉（1948年3月28日—），出生在韓國慶尙北道義城郡，韓國政治人物。於2006年7月11日的黨魁選舉中，以24.98%的得票率擊敗李在五等7位對手，成為大國家黨的領袖。他自1988年第一次當選國會議員之後，到現在已經擔任連續五任（第13－17屆）的國會議員。
他畢業於首爾大學法學院。曾擔任檢察官，並在當時執政的新韓國黨，大國家黨的前身）擔任發言人、黨鞭與國會政治改革特委委員長等職。後來也曾擔任大國家黨的副黨魁。2005年6月，他得到了由三美公司大股东兼代表朴某提供的300万韩元。

## 外部連結
- 個人網站

| 前任： 朴槿惠 金映宣（代理） | 大國家黨代表最高委員 2006年－2008年 | 繼任： 朴熺太 |